# Герб Годунівки (Яготинський район)
Герб Годунівки — геральдичний символ наслених пунктів Годунівської сільської ради  Яготинського району Київської області (Україна): Годунівки. Герб затверджений сесією сільської ради (автор - О. Желіба).

## Опис
У зеленому полі золотий сніп пшениці, малинова балка, що обтяжена двома золотими монетами та золотим хрестом посередині, відділена від основного поля срібними зубцями. Щит накладено на бароковий картуш, що увінчаний золотою хлібною короною. Допускається використання герба без картуша та корони. 
Допускається використання герба з додаванням рослинного декору та, малинової стрічки з написом золотими літерами “ГОДУНІВКА”.

## Трактування
- верхня частина герба – символ ранньої історії села: власність польського шляхтича Годунова (перша золота монета), власність Переяславського монастиря (срібний хрест), власність російських дворян (друга золота монета);
- нижня частина герба – символ сучасності села, мешканці якого самостійно вирішують проблеми Годунівки, працюють заради свого добробуту, добробуту села, України (сніп);
- хлібний сніп – символ достатку, основного заняття годунівчан - землеробства;
- хрест – символ Ісуса Христа, віри, надії, любові, випробування, спасіння;
- монети – символ статків, добробуту;
- зубці – символ наступності традицій поколінь перших поколінь Годунівчан та їх сучасних нащадків;
- золота хлібна корона – символ місцевого самоврядування й достатку мешканців села;
- картуш – декоративна прикраса, що виконана в стилі козацького бароко; згадка про те, що село було засноване саме в козацькі часи.